# حزقيال كاراسكو (لاعب كرة قدم)
حزقيال كاراسكو هو لاعب كرة قدم كندي، ولد في 11 سبتمبر 2002 في تورونتو في كندا.

## وصلات خارجية
- حزقيال كاراسكو (لاعب كرة قدم) على موقع قاعدة بيانات كرة القدم.إي يو (الإنجليزية)
- حزقيال كاراسكو (لاعب كرة قدم) على موقع Soccerway.com (الإنجليزية)